# Tabanus aurantium
Tabanus aurantium är en tvåvingeart som beskrevs av Philip 1958. Tabanus aurantium ingår i släktet Tabanus och familjen bromsar.
Artens utbredningsområde är Jamaica. Inga underarter finns listade i Catalogue of Life.